# Bets Korvezee
Elisabeth Helena (Bets) Korvezee (Wijnaldum, 7 april 1898 – Den Bosch, 19 juli 1993) was een Nederlands archivaris. Ze was de eerste vrouw die het ambt van rijksarchivaris bekleedde. Ze werd op 1 maart 1949 benoemd tot rijksarchivaris van de provincie Noord-Brabant. Deze rol zou ze tot haar pensioen in 1963 vervullen.

## Biografie
Korvezee werd geboren op 7 april 1898 in Wijnaldum als dochter van de Utrechtse predikant Willem Korvezee en Baukje Andringa. In 1900 verhuisde het gezin naar de Regentesselaan 212 in Den Haag, waar Bets opgroeide met haar jongere zus Toos. In 1913 overleed hun vader.
Beide meisjes gingen studeren. Toos, volledige naam Antonia Elisabeth Korvezee, studeerde Scheikunde in Delft en werd daar in 1954 als eerste vrouw benoemd tot hoogleraar. Bets studeerde van 1918 tot 1924 Letteren en Geschiedenis in Leiden. Na haar afstuderen in 1923 besloot ze niet te promoveren maar het onderwijs in te gaan. Een paar jaar later begon ze aan de opleiding Archiefambtenaar Eerste Klasse en slaagde in 1927 voor het examen. In 1928 kon ze tijdelijk aan de slag in het Algemeen Rijksarchief (ARA), waar ze tijdens haar opleiding ook stage liep.
Ze maakte in die periode onder andere verslagen van de bijeenkomsten van rijksarchivarissen en zag toe op de drukproeven van de door het ARA uitgegeven inventarissen. Na anderhalf jaar kreeg ze ook het beheer van de bibliotheek van het archief onder zich. In 1931 volgde een vaste aanstelling als adjunct-commies, in 1936 een bevordering tot chartermeester bij de afdeling Zuid-Holland en 1939 kreeg zij de rang van hoofdcommies.

### Rijksarchivaris
Korvezees pogingen om verder op te klimmen en tot rijksarchivaris te worden benoemd, liepen in eerste instantie op niets uit. Zo werden haar sollicitaties voor de functie van rijksarchivaris van Friesland en later van Zuid-Holland afgewezen. In haar personeelsdossier, dat te vinden in het archief van het ministerie van Onderwijs, Kunsten en Wetenschappen bij het Nationaal Archief, staat te lezen dat zowel de algemeen rijksarchivaris als het departement een vrouw niet geschikt vinden voor deze functie. 
"Zowel de afdeling Kunsten en Wetenschap als de Algemeen Rijksarchivaris hebben zich op het standpunt gesteld dat voor een rijksarchivaris in de provinciale hoofdsteden geen vrouw in aanmerking kan komen, omdat de rijksarchivaris in die steden een zeker middelpunt dient te vormen voor de beoefening van de historie, in hoofdzaak natuurlijk de westerse geschiedenis. In het algemeen is niet te verwachten dat een vrouw een dergelijke leidende positie zal innemen. Bovendien zijn de rijksarchivarissen in de provinciale hoofdsteden, op één uitzondering na, tevens provinciaal inspecteur voor de gemeente- en waterschapsarchieven. Voor deze functie is een man in het algemeen geschikter dan een vrouw".
Korvezee gaf echter niet op en in 1949 werd ze wel benoemd tot rijksarchivaris van Noord-Brabant. Daarmee is ze de eerste vrouw die de functie van rijksarchivaris heeft bekleed. Eén van haar belangrijkste wapenfeiten is het toegankelijk maken van de Noord-Brabantse genealogische bronnen. Dankzij haar werden de archieven van de burgerlijke stand door middel van een miljoen klapperkaartjes ontsloten. Voor haar werk ontving ze in 1961 een onderscheiding. Ze werd benoemd tot Officier in de orde van Oranje Nassau. Twee jaar later ging ze met pensioen.

### Persoonlijk leven
Tijdens haar leven onderhield Korvezee vriendschappen met andere vrouwen uit het archiefwezen zoals Elizabeth Prins, Sophie W.A. Drossaers, Marie A.P. (Meilink-)Roelofsz en Gerda Kurtz – met laatstgenoemde ging ze jarenlang op reis.

Na haar overlijden plaatste A. Feijen, die in Korvezees in memoriam wordt omschreven als haar huishoudster, een rouwadvertentie in NRC met de volgende tekst:
"Na vele jaren van samenzijn is heden, na een langdurig en met moed en geduld gedragen ziekte,  in de ouderdom van 95 jaar van mij heengegaan drs. Elisabeth Helena Feijen".
- Biografisch Portaal: 97733788
- International Standard Name Identifier: 0000 0000 2152 0516
- Library of Congress Control Number: n78001018
- Nederlandse Thesaurus van Auteursnamen: 068513011
- Virtual International Authority File: 244617174
- WorldCat: E39PBJyRC8PJRCVgcTTHYWjcT3